# رحيم أباد (جيلان)
رحيم أباد (بالفارسية: رحیم‌آباد) هي منطقة سكنية تقع في إيران في Rahimabad District. يقدر عدد سكانها بـ 6,994 نسمة .